# Александровка (Гребёнковский район)
Алекса́ндровка (укр. Олекса́ндрівка) — село,
Александровский сельский совет,
Гребёнковский район,
Полтавская область,
Украина.
Код КОАТУУ — 5320880401. Население по переписи 2001 года составляло 273 человека.
Является административным центром Александровского сельского совета, в который, кроме того, входят сёла
Высокое,
Есаульщина,
Павловщина и
Семаки.

## Географическое положение
Село Александровка находится на правом берегу реки Слепород,
выше по течению на расстоянии в 0,5 км расположено село Есаульщина,
ниже по течению примыкает село Павловщина,
на противоположном берегу — сёла Высокое и Семаки.
Рядом проходит железная дорога, станция Платформа 147 км в 1-м км.

## История
- ? — основано как село Рейховка.
- Село указано на специальной карте Западной части России Шуберта 1826-1840 годов как Новоселица[3].